# Edward Kreiser
 Edward Kreiser (* 1869; † 1916) war ein US-amerikanischer Organist und Komponist.
Kreiser war Schüler von Alexandre Guilmant. Er wirkte als Organist an der Independance Boulevard Church in Kansas City. Er komponierte für die Orgel u. a. den Cradle Song (1909), ein Concert Caprice (1910) (erschienen in den St. Cecila Series of Compositions for the Organ) und einen Processional March (1911).